# سفارت ارمنستان در توکیو
سفارت ارمنستان در توکیو (ارمنی: Ճապոնիայում Հայաստանի դեսպանություն؛ ژاپنی: 駐日アルメニア大使館)، نمایندگی دیپلماتیک جمهوری ارمنستان در توکیو پایتخت امپراتوری ژاپن می‌باشد که در شماره خیابان، در منطقه میناتو-کو، توکیو واقع شده‌است. روابط دیپلماتیک بین دو کشور (en) در ۷ سپتامبر ۱۹۹۲ برقرار شده‌است. هم‌اکنون آرگ هوهانیسیان مقام سفیر جمهوری ارمنستان در توکیو را عهده‌دار است.

## اطلاعات
- آدرس: #230 Residence Viscountess, 1-11-36 Akasaka
- تلفن:
- گشایش سفارت: ۱۳ ژوئیه ۲۰۱۰